# (36567) 2000 QF120
2000 QF120 (asteroide 36567) é um asteroide da cintura principal. Possui uma excentricidade de 0.11487530 e uma inclinação de 4.84158º.
Este asteroide foi descoberto no dia 25 de agosto de 2000 por LINEAR em Socorro.